# Andrew McDermott

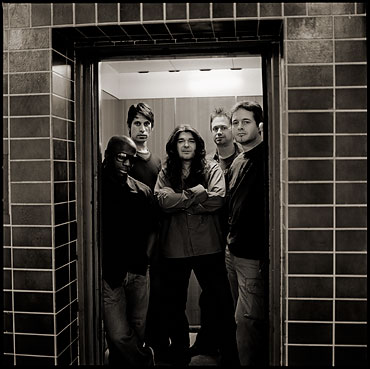
Andrew McDermott (Mitte) als Mitglied von Threshold, 2007

Andrew „Mac“ McDermott (* 26. Januar 1966; † 3. August 2011 in England) war ein britischer Rock-Sänger. Er wurde hauptsächlich als Mitglied der britischen Progressive-Metal-Band Threshold bekannt, mit der er von 1998 bis 2007 fünf Studioalben aufnahm und darüber hinaus auf mehreren Fanclub-CDs und Livealben zu hören war. Sowohl sein Vorgänger als auch Nachfolger als Threshold-Sänger war Damian Wilson.
Früh in seiner Karriere spielte er mit verschiedenen Bands in Clubs in seiner englischen Heimat, zog allerdings zu Beginn der 1990er nach Deutschland, um sich der Band Sargant Fury anzuschließen. Mit dieser nahm er drei Alben auf und schloss sich nach deren Auflösung seinen Landsmännern Threshold an. Außerdem war er im Lauf seiner Karriere Sänger der deutschen Bands Galloglass, Yargos und PowerWorld. Mit PowerWorld nahm er im Jahr 2010 das Album Human Parasite auf, schied jedoch im Juni 2011 aufgrund „schwerwiegender Gesundheitsprobleme“ aus der Band aus. McDermott starb am 3. August 2011 an Nierenversagen, zuletzt war er Mitglied der Band SwampFreaks.

## Diskografie (Auswahl)
Mit Threshold
- 1998: Clone
- 2001: Hypothetical
- 2002: Critical Mass
- 2004: Subsurface
- 2007: Dead Reckoning

Mit Sargant Fury
- 1991: Still Want More
- 1993: Little Fish
- 1995: Turn the Page

Mit PowerWorld
- 2010: Human Parasite

Mit Yargos
- 2005: To Be Or Not To Be
- 2012: Magical Karma